# 바노우체나트베브라보우

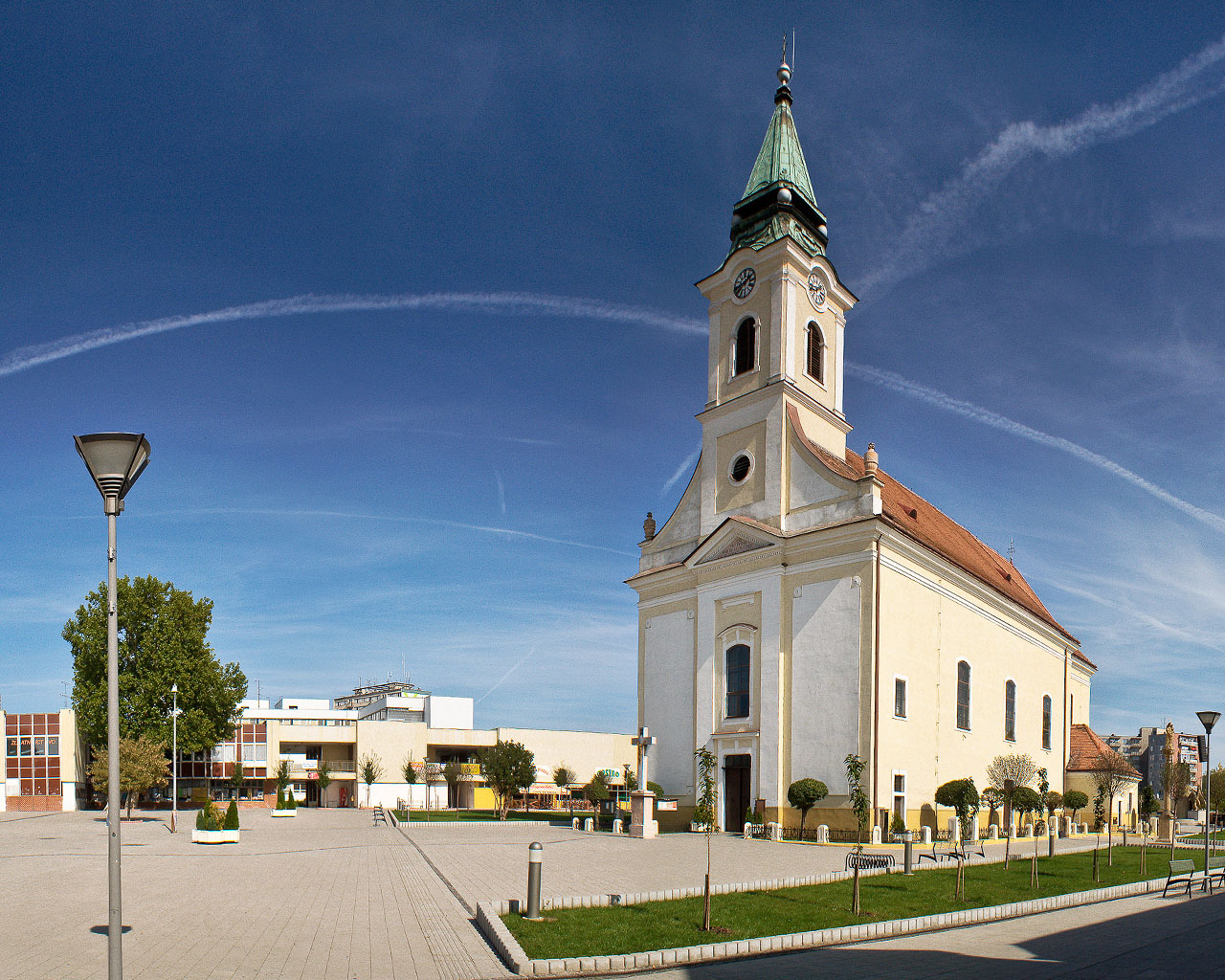
바노우체나트베브라보우 교회

바노우체나트베브라보우(슬로바키아어: Bánovce nad Bebravou, 독일어: Banowitz 바노비츠[*], 헝가리어: Bán 반[*])는 슬로바키아 서부 트렌친 주에 위치한 도시로 면적은 26.459km2, 높이는 216m, 인구는 20,639명(2005년 기준), 인구 밀도는 780명/km2이다.
도시 이름은 "베브라바 강(Bebrava) 위쪽에 있는 반(Bán)의 마을"을 뜻한다. 도나우 언덕의 북쪽 가장자리에 위치하며 스트라조프 산맥(Strážov) 기슭, 라디샤 강(Radiša)과 베브라바 강(Bebrava)이 합류하는 지점과 접한다. 프리에비자에서 25km, 트렌친에서 30km, 니트라에서 50km 정도 떨어진 곳에 위치한다.

시 문장